# Brands þáttr örva
Brands þáttr örva (o El relato de Brand el Generoso) es un relato corto o þáttr sobre la historia del rey Harald Hardrada y la prueba de generosidad que hizo al islandés Brandur Vermundsson. La obra pudo ser escrita hacia el siglo XIII. El þáttr se conserva en Morkinskinna y Hulda-Hrokkinskinna.

## Sinopsis
Brandur, apodado el Generoso (literalmente el de la mano abierta; nórdico antiguo: hinn örvi), viaja desde Islandia a Noruega, donde se reúne con su amigo y escaldo Þjóðólfr Arnórsson. Þjóðólfr previamente había hablado sobre la virtud de Brandur, diciendo «que no estaba claro que ningún otro hombre pudiera llegar a ser mejor rey de Islandia por su generosidad y excelentes cualidades personales». Harald entonces pidió a Þjóðólfr que preguntase a Brandur si le daba su abrigo; Brandr lo dio sin decir palabra. El rey pidió entonces su hacha con incrustaciones de oro y Brandur se lo dio, aún sin pronunciar una palabra. Por último, pidió su túnica. Brandur, todavía en silencio, le dio, pero se quedó con una manga. El rey dijo que Brandur debió cortar la manga de su túnica, porque pensaba que el rey tenía una sola mano, la mano que toma pero no la otra mano que da. Admitiendo que Brandur era sabio y magnánimo, le ofreció honores y regalos.

## Traducciones
- La Saga de Þórir, la Saga de Ǫlkofri y el Cuento de Brandr. Trad. Santiago Barreiro. Tres relatos medievales nórdicos. Consejo Nacional de Investigaciones Científicas y Técnicas. Instituto Multidisciplinario de Historia y Ciencias Humanas. Buenos Aires: Imhicihu-Cocinet (ed.), 2018. ISBN 978-987-46360-6-5